# Zygmunt Bindek
Zygmunt Bindek (ur. 23 kwietnia 1955 w Zabrzu) – polski piłkarz grający na pozycji obrońcy.